# Metopia pilosarista
Metopia pilosarista är en tvåvingeart som beskrevs av Thomas Pape 1986. Metopia pilosarista ingår i släktet Metopia och familjen köttflugor.
Artens utbredningsområde är Tanzania. Inga underarter finns listade i Catalogue of Life.